# لئون فاندرمیرن
لئون فاندرمیرن (هلندی: Léon Vandermeiren; ۸ ژانویهٔ ۱۸۹۶ – ۳ مهٔ ۱۹۵۵) بازیکن فوتبال اهل بلژیک بود.
از باشگاه‌هایی که در آن بازی کرده‌است می‌توان به اشاره کرد.
وی همچنین در تیم ملی فوتبال بلژیک بازی کرده‌است.